# Labramia
Genre
Classification phylogénétique
Labramia est un genre de plantes à fleurs de la famille des Sapotaceae. Ce sont des arbres et des arbustes originaires de Madagascar.

## Synonymes
- Delastrea

## Quelques espèces
- Labramia ankaranaensis
- Labramia boivinii
- Labramia bojeri
- Labramia capuronii
- Labramia coriacea
- Labramia costata
- Labramia louvelii
- Labramia mayottensis
- Labramia platanoides
- Labramia sambiranensis